# Cinema spento
Cinema spento è un singolo della cantante spagnola Ana Mena, pubblicato il 24 maggio 2024.

## Descrizione
Il brano vede la partecipazione del rapper Dargen D'Amico ed è stato scritto dallo stesso rapper assieme a Tropico e composto da Zef e Marz. In merito al brano la cantante ha dichiarato:

## Video musicale
Il video musicale, diretto da Quique Santamaría, è stato pubblicato in concomitanza del lancio del singolo sul canale YouTube della cantante.

## Tracce
Testi di Davide Petrella, Jacopo Matteo Luca D'Amico, musiche di Stefano Tognini, Alessandro Pulga.
1. Cinema spento (feat. Dargen D'Amico) – 3:22